# فرجينيا فوستر در
فرجينيا فوستر دُر (6 أغسطس 1903 - 24 فبراير 1999) هي ناشطة أمريكية وعضوٌ في جماعات الضغط المدافعة عن الحقوق المدنيّة. وُلدت في برمنغهام ضمن ولاية ألاباما عام 1903، والدها الدكتور سترلينغ فوستر، وهو قسّ من الكنيسة المشيخية في ألاباما، ووالدتها آن باترسون فوستر. تزوّجت فرجينيا المحامي كليفورد در عندما كانت في سنّ الثانية والعشرين، وأنجبا 5 أطفال توفي أحدهما في سنّ الرضاعة. كانت دُر صديقةً مقرّبة لروزا باركس وإليانور روزفلت، فضلًا عن كونها نسيبة رئيس المحكمة العليا هوغو بلاك (زوج شقيقتها) الذي أصدر حكمه بخصوص الكثير من قضايا الحقوق المدنية المصيريّة، وتشمل دائرة أصدقائها ألجِر هيس أيضًا. أُدخلت فرجينيا در إلى الصالة الفخرية لنساء ألاباما في عام 2006.

## حياتها

### الخلفية والتعليم
وُلدت در في برمنغهام بولاية ألاباما، وترعرعت على يد نساء أفريقيات، لكنها تعرّضت منذ الطفولة إلى الفكرة القائلة أن منظمات كو كلوكس كلان هي حاميات النسوية في الجنوب الأمريكي. امتلك أحد أجدادها مزرعة وعبيدًا، ولها جدٌ آخرٌ عضوًا في كو كلوس كلان.
درست در في كلية ويليسلي في ماساتشوستس بين العامين 1920 و1923. صرّحت در علنًا أنّ كلية ويليسلي حفّزت تحوّلها الأخلاقي من امرأة عنصريّة إلى ناشطة في مجال الحقوق المدنيّة، وبدأت الاعتراض على سياسة الفصل بعد أن شهدت حادثةً في قاعة طعام الكلية. اعتمدت قاعات الطعام سياسة الطاولات الدوّارة التي تجبر الطلاب على تناول الوجبات مع زملائهم عشوائيًا، بصرف النظر عن عرقهم. لم تشعر در بالارتياح تجاه هذه الفكرة، فاعترضت على هذا القرار، لكنها اضطرت إلى تقبّله في النهاية بعد أن هدّدها ربّ المنزل بإخراجها من الجامعة إذا لم تتقبّل سياسة الطاولات الدوّارة.
اضطرت دور إلى الانسحاب من كلية ويليسلي لأسباب مالية في عام 1923، وعادت إلى منزلها في برمنغهام في ألاباما.

### زواجها
عادت فرجينيا در إلى منزلها في برمنغهام، في ولاية ألاباما، بعد أن تركت المدرسة في سنة 1923، وتعرّفت هناك على زوجها المستقبلي، كليفورد در، في الكنيسة. عُقد الزواج في أبريل عام 1926، وأنجب الزوجان 5 أطفال. تزوّج كليفورد دُر من فرجينيا أملًا بأن تكون ربّة منزل وشخصيّةً اجتماعيّة رفيعة، وأراد لنفسه أن يصبح محامي شركات ناجحٍ ومتنفّذ. قبلت فرجينيا دور ربّة المنزل، لكن الظروف التي يتعرّض لها الكثير من العمال وعائلاتهم أثارت انزعاجها، ولاحظت وضع هؤلاء عندما تطوّعت في خدمة العمل الاجتماعي لصالح الكنائس. وفّر الزوجان دُر الدعم القانوني والمالي والمعنوي للناشطين في مجال الحقوق المدنيّة.

### نشاطها
انتقلت فرجينيا وزوجها، إلى العاصمة واشنطن عام 1933 بعد أن عُيّن الزوج مستشارًا قانونيًا لدى مؤسسة إعادة الهيكلة المالية، ثم تبوّأ لاحقًا منصب كبير المستشارين القانونيين في مؤسسة التصنيع العسكري. كانت واشنطن المكان الذي جعل الزوجين من أنصار الصفقة الجديدة، وهي المكان الذي بدأت فرجينيا فيه نشاطها. تعرّفت در على أشخاصٍ مهمّين عبر معارف مؤيدين لبرامج الصفقة الجديدة، واستطاع بعضهم تغيير مواقف فرجينيا تجاه القضايا المدنية. التحقت فرجينيا بالنادي الديمقراطي الوطني النسائي أثناء عمل زوجها لدى مؤسسة إعادة الهيكلة المالية، وأصبحت أحد مؤسسي المؤتمر الجنوبي للرفاه الإنساني عام 1938، وهو مجموعة متعددة عرقيًا تعمل على الحدّ من سياسة الفصل وتحسين ظروف المعيشة في الجنوب. جاءت الحركة ردًا على تصريح فرانكلين روزفلت الذي ادعى فيه أن الجنوب يمثّل المشكلة الاقتصادية الأبرز في الولايات المتحدة.
تبوّأت در بحلول عام 1941 منصب نائب رئيس اللجنة الفرعية لحقوق الإنسان، التابعة للمؤتمر الجنوبي للرفاه الإنساني، وعملت إلى جانب السيدة الأولى إليانور روزفلت، وهو ما أتاح لها ممارسة الضغط لإقرار تشريعٍ يلغي الضريبة على الرأس.